# Хан Гён Си
Хан Гён Си (род. 18 мая 1954, Пхеньян) — северокорейский тяжелоатлет, победитель Спартакиады народов СССР, призёр Азиатских игр, чемпионатов Азии, мира и летних Олимпийских игр 1980 года в Москве.

## Карьера
В 1974 году стал бронзовым призёром летних Азиатских игр в Тегеране. В рамках этих игр проводился также чемпионат Азии. В 1976 году на летних Олимпийских играх в Монреале Си в рывке поднял 110 кг и стал четвёртым, а в толчке получил «баранку». В 1978 году выиграл летние Азиатские игры в Бангкоке (также считавшиеся чемпионатом Азии). В 1979 году победил на соревнованиях по тяжёлой атлетике на летней Спартакиаде народов СССР с результатом 242,5 кг (107,5 + 135), установив в четвёртой дополнительной попытке в рывке мировой рекорд (111 кг).
На Олимпиаде в Москве Си завоевал бронзовую медаль с результатом в сумме двоеборья 245 кг (110 кг + 135 кг), уступив представителю СССР Каныбеку Осмоналиеву (107,5 + 137,5) и своему соотечественнику Хо Бон Чхолю (110 + 135). Поскольку все медалисты показали одинаковый результат, первенство определялось по собственному весу атлетов, который оказался наименьшим у советского спортсмена. В рамках олимпийского турнира также были разыграны медали 54-го чемпионата мира по тяжёлой атлетике. Хан Гён Си заказал четвёртую дополнительную попытку в рывке (на 113 кг) и установил мировой рекорд.
Установил 6 мировых рекордов (2 неофициальных).

## Спортивные результаты
| Год  | Соревнование             | Место проведения | Весовая категория | Рывок       | Толчок   | Сумма двоеборья | Место |
| ---- | ------------------------ | ---------------- | ----------------- | ----------- | -------- | --------------- | ----- |
| 1974 | Кубок Дружбы             | Ереван           | до 56 кг          | 95 кг       | 120 кг   | 215 кг          | 3     |
| 1974 | Летние Азиатские игры    | Тегеран          | до 56 кг          |             |          |                 | 3     |
| 1974 | Чемпионат Азии           | Тегеран          | до 56 кг          |             |          |                 | 3     |
| 1976 | Летние Олимпийские игры  | Монреаль         | до 56 кг          | 110 кг      | —        | —               | —     |
| 1976 | Чемпионат мира           | Монреаль         | до 56 кг          | 110 кг      | —        | —               | —     |
| 1978 | Кубок Дружбы             | Москва           | до 52 кг          | 105 кг      | 125 кг   | 230 кг          | 5     |
| 1978 | Летние Азиатские игры    | Бангкок          | до 52 кг          |             |          |                 | 1     |
| 1978 | Чемпионат Азии           | Бангкок          | до 52 кг          |             |          |                 | 1     |
| 1979 | Кубок Дружбы             | Ленинград        | до 52 кг          | 100 кг      | 132,5 кг | 232,5 кг        | 4     |
| 1979 | Спартакиада народов СССР | Ленинград        | до 52 кг          | 107,5 кг    | 135 кг   | 242,5 кг        | 1     |
| 1980 | Кубок голубых мечей      | Майсен           | до 52 кг          | 111,5 кг WR |          |                 | 1     |
| 1980 | Летние Олимпийские игры  | Москва           | до 52 кг          | 110 кг      | 135 кг   | 245 кг          | 3     |
| 1980 | Чемпионат мира           | Москва           | до 52 кг          | 110 кг      | 135 кг   | 245 кг          | 3     |